# Admirális híd
Az 1125–35 között épült, palermói Admirális híd a posztromán építészet egyik legrégebbi európai emléke, a normann építőmérnökök mediterrán térségben végzett munkájának bizonyítéka. A terméskőből épített híd eredetileg az Oreto folyót ívelte át két felhajtóval és 7 boltívvel (a folyót 1938-ban az örökös árvizek miatt elterelték). A csúcsíves boltíveket tartó pilonok mindegyikében árvíz esetén 5 kisebb, lándzsa alakú csúcsíves áteresz csökkentette a pilonokra ható víznyomást. Az építési technológia és morfológia a Magreb területekre jellemző.

## Jelentősége
Művészettörténészek kimerítő vitákat folytattak a csúcsíves árkád európai megjelenésének pontos időpontjáról és helyszínéről. A csúcsív mint építészeti megoldás gyakorlatilag egyidőben jelenik meg Cluny III. templománál (1088–1130), a durhami székesegyháznál (1093–1133) és Palermóban az Admirális hídnál. A két utóbbi a normann építészet alkotása, de források vannak rá, hogy a cefalùi székesegyház építéséhez hívtak mestereket Clunyból. Mivel az információáramlás a 11. században leggyorsabban a kereskedelmi útvonalak mentén volt lehetséges, a legtöbb történész elfogadja azt a feltételezést, hogy a Közel-Keletről Európába kerülő csúcsíves árkád európai elterjedésének kiinduló pontja a palermói Admirális híd lehet.

## Matematikai, geometriai háttér
A csúcsív tulajdonképpen a vesica piscis felső fele. Leírása már Arkhimédész A kör megmérettetése című értekezésében is megtalálható. Nyilván ismerték nemcsak az európai építőmesterek, de jóval korábban már az arab építőmesterek is. A csúcsív testvérét az ogee-görbét már megtaláljuk a bizánci építészet alkotásain.

## A marsalai ezrek
Garibaldi a szicíliai felkelés hírére 1860. május 11-én 1064 embere  élén, köztük a magyar Türr Istvánnal és Tüköry Lajossal, partra szállt Marsalánál. Május 27-én érték el Palermót. A városba történő bejutásért fontos ütközet zajlott le az Admirális hídnál. Ebben az ütközetben Tüköry Lajos megsebesült, és az itt szerzett sebébe június 6-án belehalt. Nevét a mai napig laktanya őrzi Palermóban.

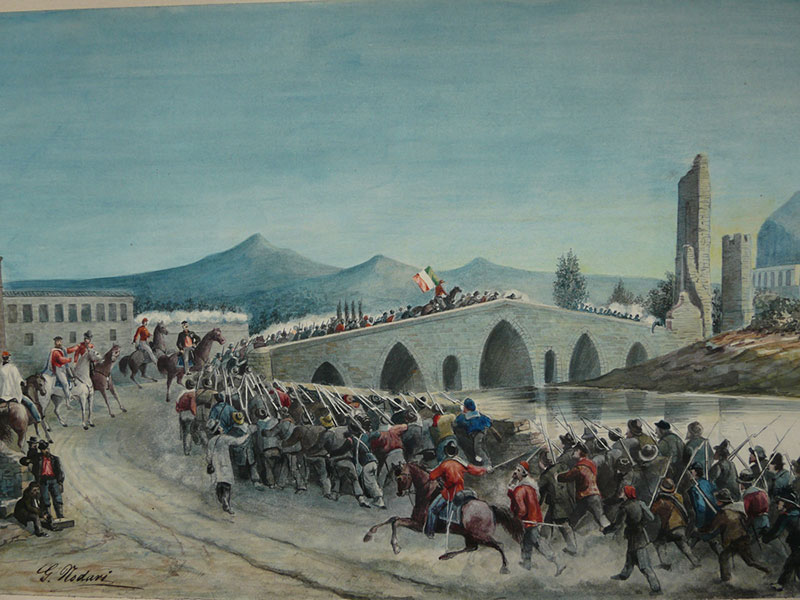
A marsalai ezrek az Admirális hídon Palermóban, 1860. május 27. (Giuseppe Nodari festménye)